# Costituzione della Colombia del 1991
La Costituzione della Colombia del 1991 è la legge fondamentale della Repubblica di Colombia. È stata promulgata il 4 luglio 1991 ed è anche conosciuta come la Costituzione dei Diritti Umani. Ha sostituito la Costituzione del 1886 ed è stata promulgata durante la presidenza del liberale César Gaviria.

## Storia
Dopo una turbolenta storia costituzionale durante il secolo XX, la Colombia ha subito varie riforme adattandosi ai tempi e alle circostanze del Paese. 
Nel 1988, una fallita riforma politica che voleva estendere la partecipazione cittadina e ostacolare la corruzione ha dato luogo a un movimento studentesco e politico che ha proposto la convocazione di un'Assemblea Nazionale Costituente per le elezioni del 1990, movimento che è sorto nel solco delle violenze che hanno agitato la Colombia durante quel decennio e associava ai problemi del Paese la mancanza di partecipazione e inclusione politica. Le smobilitazioni dei gruppi guerriglieri M-19 (1990), EPL e Quintín Lame (1991), hanno contribuito a creare un ambiente sociale in cui la trasformazione del Paese attraverso mezzi politici e legali era visto come il cammino più promettente.
Il movimento promosse un settimo scrutino nelle elezioni legislative del 1991, che consisteva nell'introdurre un ulteriore scrutinio elettorale durante le elezioni in modo che i colombiani potessero votare per la convocazione di un'Assemblea Costituente per emanare una nuova Costituzione. Per questo il movimento è comunemente noto come "La Séptima Papeleta" ("Il Settimo Scrutinio").
Il Consiglio elettorale non accettò l'inclusione ufficiale del voto aggiuntivo durante l'elezione del Senato, della Camera dei Rappresentanti, delle Assemblee Dipartimentali, del Consiglio municipale e dei Sindaci (i Governatori non erano eletti dal voto popolare fino alla Costituzione del 1991); ma la Corte Suprema di Giustizia riconobbe la volontà popolare della maggioranza convalidando il voto. Nel dicembre del 1990 si tennero le elezioni per eleggere i rappresentanti all'Assemblea Costituente, la quale promulgò la nuova Costituzione il 4 luglio 1991.
I presidenti della costituente furono Álvaro Gómez Hurtado per il Movimento di Salvezza Nazionale, Horacio Serpa per il Partito Liberale e Antonio Navarro Wolff per l'Alleanza Democratica M-19 (movimento politico che nacque a partire dalla smobilitazione dell' M-19). In questo modo, la storia della Colombia ha avuto una svolta senza precedenti, poiché non solo è stato raggiunto un cambiamento costituzionale, ma anche la consegna delle armi da parte del gruppo di guerriglieri M-19, che si è integrato nella vita politica nazionale, e la garanzia rappresentativa nel Congresso della Repubblica delle comunità indigene.

## Descrizione
Il processo costituzionale che portò la Colombia a promulgare una nuova Costituzione può essere inserito nel solco nel cosiddetto "neocostituzionalismo" latinoamericano. In particolare i tratti fondamentali sono: la collaborazione con le forze dell'opposizione e il gruppo di guerriglia dell'M-19; l'idea di una giustizia costituzionale, ovvero la Costituzione non è solamente un documento politico-programmatico, ma un insieme di norme immediatamente e direttamente applicabili a tutti i pubblici poteri; la consapevolezza dello stretto legame tra democrazia e diritti, come ad esempio sottolineato dall'articolo 1, e una codificazione molto dettagliata delle situazioni giuridiche soggettive, così come delle personalità giuridiche tutelate, nonché della prospettiva di una vasta gamma di strumenti di giustizia costituzionali atti a proteggere tali diritti.

## Struttura
La Costituzione colombiana è composta da 380 articoli e relativi commi divisi in 13 titoli, più 61 articoli transitori suddivisi a loro volta in 7 capitoli
Il testo completo si apre con un brevissimo preambolo:
(Preambolo della Costituzione della Repubblica di Colombia)
Il preambolo funge da testo introduttivo che cita gli obiettivi, i valori e i principi dello Stato colombiano; allo stesso modo, stabilisce lo stato di diritto e ne indica gli obiettivi fondamentali.

### Titolo I: i principi fondamentali
I primi dieci articoli descrivono i principi fondamentali della Costituzione. 
L'articolo 1 afferma la natura repubblicana e democratica della Colombia, basata sullo Stato di diritto e il pluralismo, nonché sul rispetto della dignità umana, del lavoro e della solidiarietà: 
(Art. 1 della Costituzione della Repubblica di Colombia)
L'articolo 6 esplica il concetto di giustizia costituzionale che sta alla base della Costituzione, quando afferma che:
(Art. 6 della Costituzione della Repubblica di Colombia)
Gli articoli 7, 8 e 10, invece, riconoscono la ricchezza culturale e la diversità etnica e linguistica del Paese, il quale, come la maggior parte degli Stati dell'America Latina, è formato da un crogiolo di differenti popoli.
L'articolo 9 risulta importante per la condotta della politica estera, che nel comma 2 recita:
(Art. 9, comma 2 della Costituzione della Repubblica di Colombia)

### Titolo II: i diritti, le garanzie e i doveri
Il Titolo II descrive i diritti, le garanzie e i doveri. Il Capitolo 1 parla dei diritti fondamentali. Il Capitolo 2 descrive i diritti sociali, economici e culturali. Il Capitolo 3 descrive i diritti collettivi. Il Capitolo 4 parla di come proteggere e applicare i diritti dettati dalla Carta. Il Capitolo 5 dei doveri e degli obblighi del cittadino colombiano.

### Titolo III: gli abitanti e il territorio
Il Titolo III descrive la condizione giuridica del cittadino e dello straniero, l'età in cui viene acquisita la cittadinanza, il territorio e i limiti della Repubblica.

### Titolo IV: la partecipazione democratica e i partiti politici
Il Titolo IV descrive le forme di partecipazione democratica, i movimenti e i partiti politici e lo status dell'opposizione.
L'articolo 103 sancisce le forme di partecipazione democratica: "il voto, il plebiscito, il referendum, la consultazione popolare, il consiglio aperto, l'iniziativa legislativa e la revoca del mandato."

### Titolo V: l'organizzazione dello Stato
Il Titolo V descrive la struttura dello Stato e la Funzione Pubblica. Elenca i tre poteri dello Stato. Il Congresso rappresenta il potere legislativo del governo della Repubblica. L'articolo 114 prevede: "Spetta al Congresso della Repubblica riformare la Costituzione, fare le leggi ed esercitare il controllo politico sul governo e l'amministrazione. Il Congresso della Repubblica sarà composto dal Senato e dalla Camera dei Rappresentanti." Il Governo (Presidente della Repubblica, Vicepresidente, ministri del Governo e direttori dei dipartimenti amministrativi), i governatorati e i municipi, le sovrintendenze, le strutture pubbliche e le imprese industriali o commerciali di Stato esercitano il potere esecutivo. La Corte Costituzionale, la Corte Suprema di Giustizia, il Consiglio di Stato, il Consiglio Superiore della Magistratura — la Commissione Nazionale di Disciplina Giudiziaria e il Consiglio Nazionale di Governo Giudiziario —, la Procura Generale della Nazione, i Tribunali e i Giudici e la Giustizia Penale Militare "Tribunale di Garanzie Penali" amministrano il potere giudiziario.

### Titolo VI: il potere legislativo
Il Titolo VI descrive la composizione e le funzioni del Congresso, il potere legislativo del governo della Repubblica. Le leggi che emana questo organo, i suoi membri e le camere.

### Titolo VII: il potere esecutivo
Il Titolo VII descrive il potere esecutivo.

### Titolo VIII: il potere giudiziario
Il Titolo VIII descrive il potere giudiziario.

### Titolo IX: le elezioni e l'organizzazione elettorale
Il Titolo IX descrive l'organizzazione elettorale e le elezioni.

### Titolo X: gli organismi di controllo
Il Titolo X descrive gli organismi di controllo.

### Titolo XI: l'organizzazione territoriale
Il Titolo XI descrive l'organizzazione territoriale.

### Titolo XII: l'economia e la finanza pubblica
Il Titolo XII descrive il regime economico e le finanze pubbliche.

### Titolo XIII: il processo di revisione costituzionale
Il Titolo XIII descrive le procedure per riformare la Costituzione.

## Le garanzie costituzionali
I Diritti Fondamentali in Colombia hanno la seguente classificazione:

### Di applicazione immediata
Diritto alla vita, all'uguaglianza, al ricollocamento socioeconomico della personalità giuridica, alla privacy, all'oblio, al libero sviluppo della personalità, alla libertà personale in tutte le sue forme, alla libertà di opinione, di espressione, di informazione e di culto, all'onore e al buon nome, il diritto di petizione, la libertà di movimento, la libertà di scegliere la professione e il commercio, all'insegnamento, alla ricerca e alla cattedra, all'habeas corpus, a un giusto processo, a non essere soggetti a sanzioni di esilio, di reclusione perpetua o di confisca, all'asilo, nei termini previsti dalla legge, alle libertà di assemblea, di manifestazione e ai diritti politici.

### Con mandato espresso che hanno carattere di fondamentali
I diritti dei bambini, che comprendono diritti di benefici come la salute.

### Statuti nel Blocco di Costituzionalità
Le disposizioni della Convenzione Americana sui diritti umani; le quattro Convenzioni di Ginevra del 12 agosto 1949; i protocolli aggiuntivi alle Convenzioni di Ginevra; la Convenzione sui divieti o restrizioni sull'uso di alcune armi convenzionali che possono essere considerate eccessivamente dannose o di effetti indiscriminati e dei suoi quattro protocolli; la Convenzione Interamericana per prevenire e punire la tortura; la Convenzione interamericana sulla sparizione forzata delle persone; Convenzione 98 dell'OIL (Organizzazione Internazionele del Lavoro) sul diritto di organizzazione e contrattazione collettiva; Convenzione 138 dell'OIL sull'età minima per l'ammissione al lavoro; Convenzione 182 dell'OIL sul divieto e l'azione immediata per l'eliminazione delle peggiori forme di lavoro minorile.

### Diritti fondamentali senza nome
Dignità umana; il minimo vitale; sicurezza personale di fronte a rischi straordinari; rafforzamento della stabilità del lavoro dei soggetti di protezione speciale consolare (lavoratori con immunità sindacale), disabili, donne incinte e portatori di HIV - AIDS, ecc.

### Diritti fondamentali connessi
Un diritto è collegato con un altro, come, per esempio, nell'articolo 79, che recita: "Tutte le persone hanno il diritto di godere di un ambiente sano. La legge garantirà la partecipazione della comunità alle decisioni che potrebbero influire su di essa. È compito dello Stato proteggere la diversità e l'integrità dell'ambiente, conservare aree di particolare importanza ecologica e promuovere l'educazione per raggiungere questi obiettivi".
Questa norma costituzionale può essere interpretata in solidarietà con il principio fondamentale del diritto alla vita, poiché ciò potrebbe essere garantito solo in condizioni in cui la vita può essere goduta con qualità, quindi, il diritto alla sicurezza sociale nella salute e nella vita, il diritto alla sicurezza sociale nelle pensioni e al minimo vitale, il diritto al pagamento puntuale delle pensioni e al salario minimo, il diritto al congedo di maternità e al salario minimo. A questi diritti ovviamente si aggiungono il diritto all'istruzione e il diritto a un ambiente sano come direttamente espresso nell'articolo costituzionale.

## Le modifiche rispetto alla Costituzione precedente
- La Costituzione politica del 1991 riconosce la Colombia come uno Stato sociale di diritto, organizzato come una Repubblica unitaria decentralizzata, in modo che le sue entità territoriali debbano essere autonome (articolo 1).
- Sostituisce la democrazia rappresentativa con la democrazia partecipativa.
- Eleva le vecchie Intendenze e Commissariati a Dipartimenti.
- Riconosce la diversità etnica e culturale della Nazione, ammettendo la diversità linguistica e religiosa del paese e l'obbligo dello Stato nella protezione del suo patrimonio culturale (articoli 7, 8, 10, 72). Secondo la Costituzione del 1886, l'unica lingua ufficiale era lo spagnolo e l'unica religione era il cattolicesimo.
- Elimina il provvedimento eccezionale di stato d'assedio e lo sostituisce con lo stato di emergenza, che deve essere di natura economica, sociale o ecologica e richiede la firma dell'intero gabinetto ministeriale per essere dichiarato. Ogni caso di stato di emergenza ha un limite massimo di 30 giorni e la somma non può superare i 90 giorni in un anno solare (articolo 215). A sua volta, stabilisce uno stato d'eccezione in caso di trambusto interno o guerra.
- Stabilisce un sistema giudiziario accusatorio basato sull'Ufficio del Procuratore Generale della Nazione.
- Crea l'azione di tutela e il diritto di manifestazione come strumenti per difendere i diritti dei cittadini quando vengono violati dallo Stato o da società private che hanno come entità l'Ufficio del difensore del Popolo.
- Crea la Corte Costituzionale (sostituendo la Camera costituzionale dipendente dalla Corte suprema di giustizia), che dovrebbe essere responsabile della revisione legale e dell'analisi della costituzionalità delle leggi, dei decreti legislativi, dei trattati internazionali e dei referendum. Inoltre, deve analizzare e prendere decisioni in caso di ricorso a decisioni giudiziarie come nell'azione di tutela.
- Crea il Consiglio Superiore della Magistratura per amministrare il potere giudiziario in sostituzione del Tribunale Disciplinare.

## Riforme alla Costituzione del 1991
- Nella Costituzione del 1991 l'estradizione dei cittadini colombiani non era consentita[5], ma nel 1996 questo articolo fu abrogato. L'estradizione era un argomento di vitale importanza in quel momento in Colombia a causa della persecuzione dei trafficanti di droga nel Paese.
- La rielezione presidenziale non era permessa dalla Costituzione, fino a che una riforma elaborata al Congresso venne approvata nell'ottobre 2005, permettendo al presidente Álvaro Uribe Vélez di essere eletto per un secondo mandato. Nel 2009, il Congresso ha approvato l'appello per un referendum di rielezione (l'unico modo possibile per rinnovare la Costituzione, in un caso come questo, senza convocare un'Assemblea Nazionale Costituente) che consentirebbe un terzo mandato presidenziale, ma il referendum è stato annullato dalla Corte costituzionale. La rielezione presidenziale è stata eliminata il 3 giugno 2015, dopo una nuova riforma.